# 国立京都国際会館
座標: 北緯35度03分40秒 東経135度47分00秒 / 北緯35.0611度 東経135.7833度

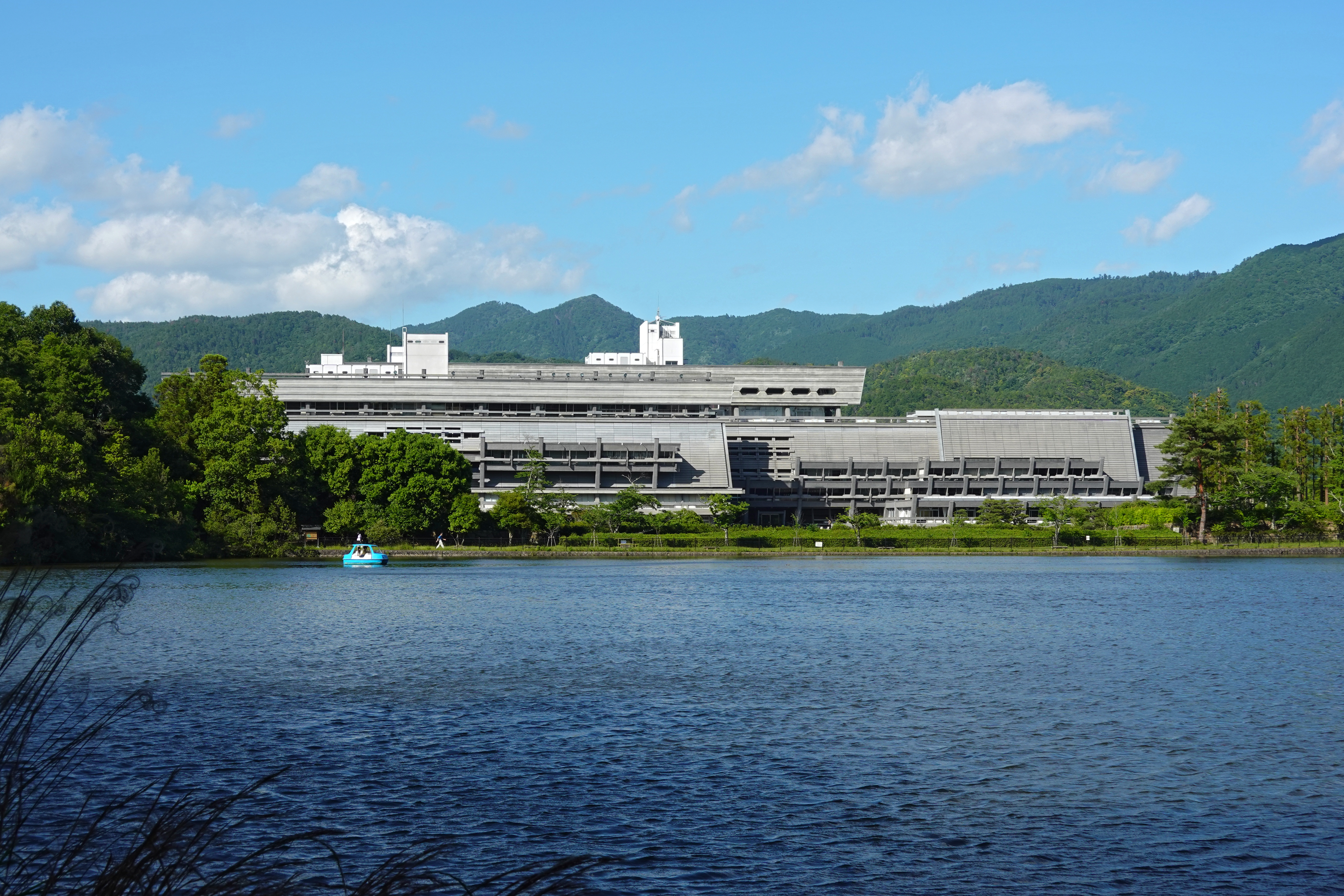
国立京都国際会館

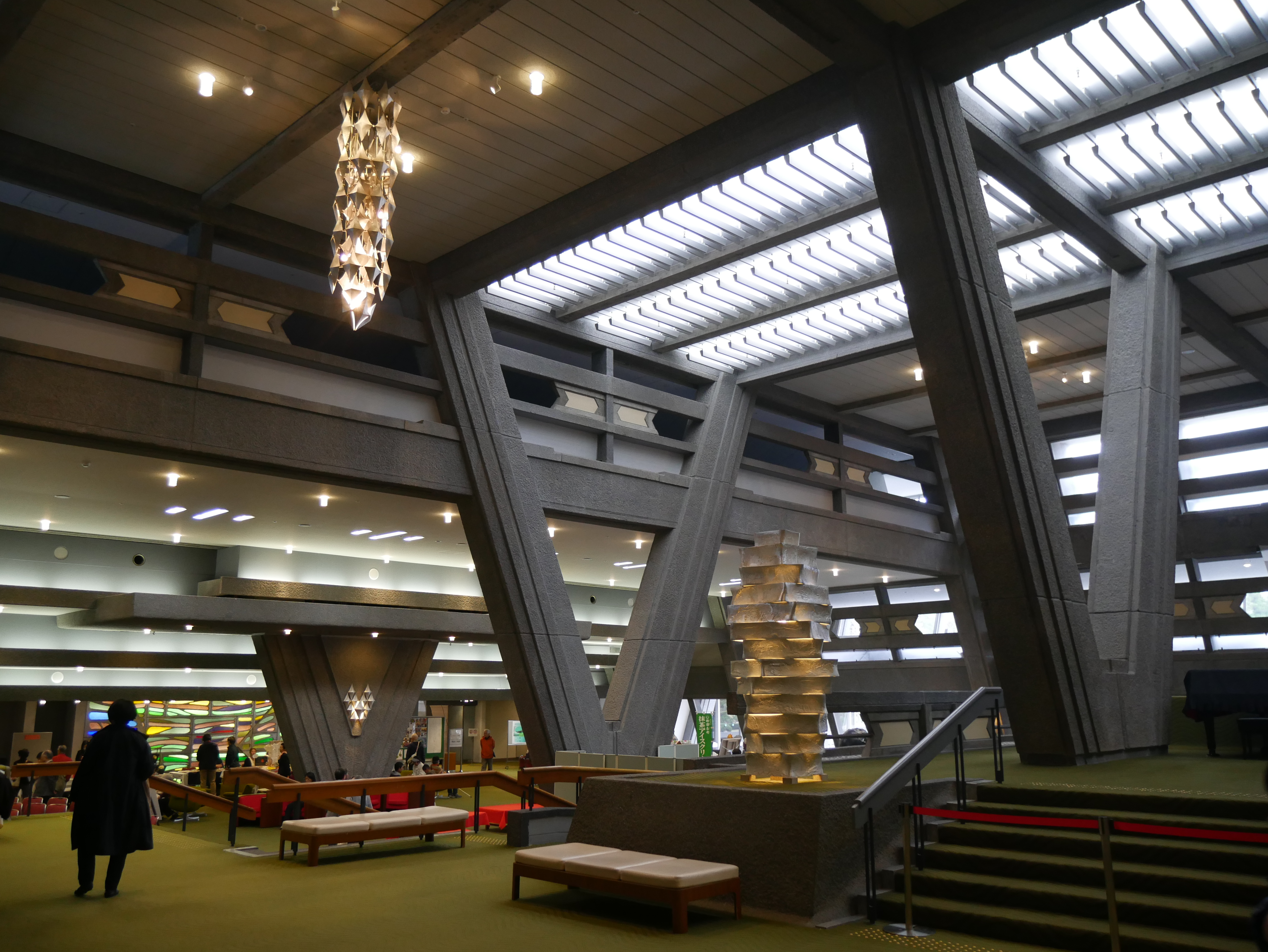
本館メインラウンジ

国立京都国際会館（こくりつきょうとこくさいかいかん、英語：Kyoto International Conference Center、略称：ICC Kyoto）は、日本の国際会議施設の一つ。京都府京都市左京区岩倉に所在し、宝が池公園に隣接する。運営は、公益財団法人国立京都国際会館。日本で最初の国立の会議施設であり、ここで京都議定書が採択された。
敷地面積は157,100m2。建築物は、日本人建築家・大谷幸夫の設計による代表作である。

## 建設
1966年（昭和41年）5月21日
、日本で最初の国立の会議施設として開設された。それに先立って開業した東海道新幹線の京都駅が在来線に併設となったのも、市や地元財界などがこの施設への利便性を強く主張したことが大きな要因の一つとなっている。

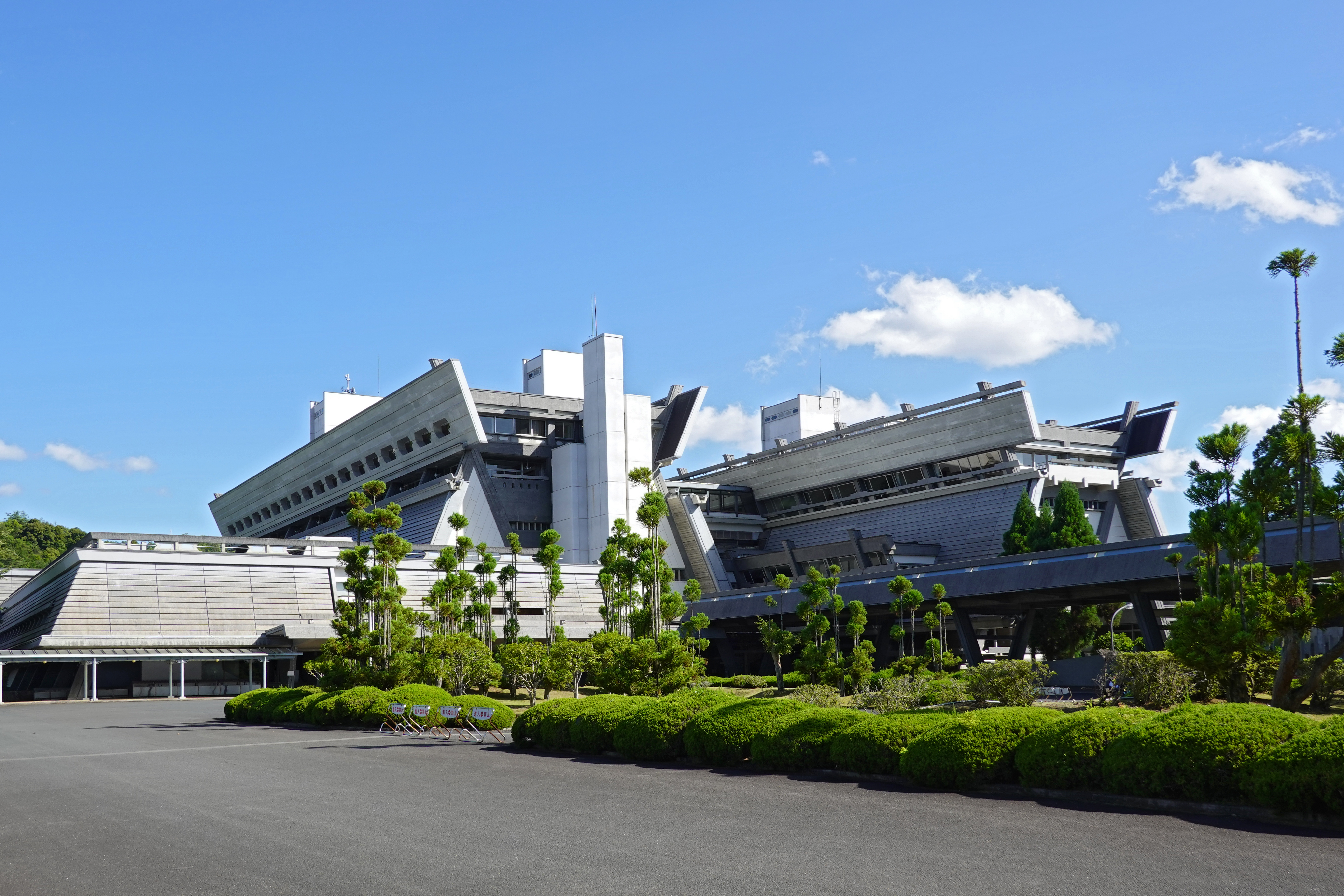
国立京都国際会館、会議場（本館）

### 建築・設計

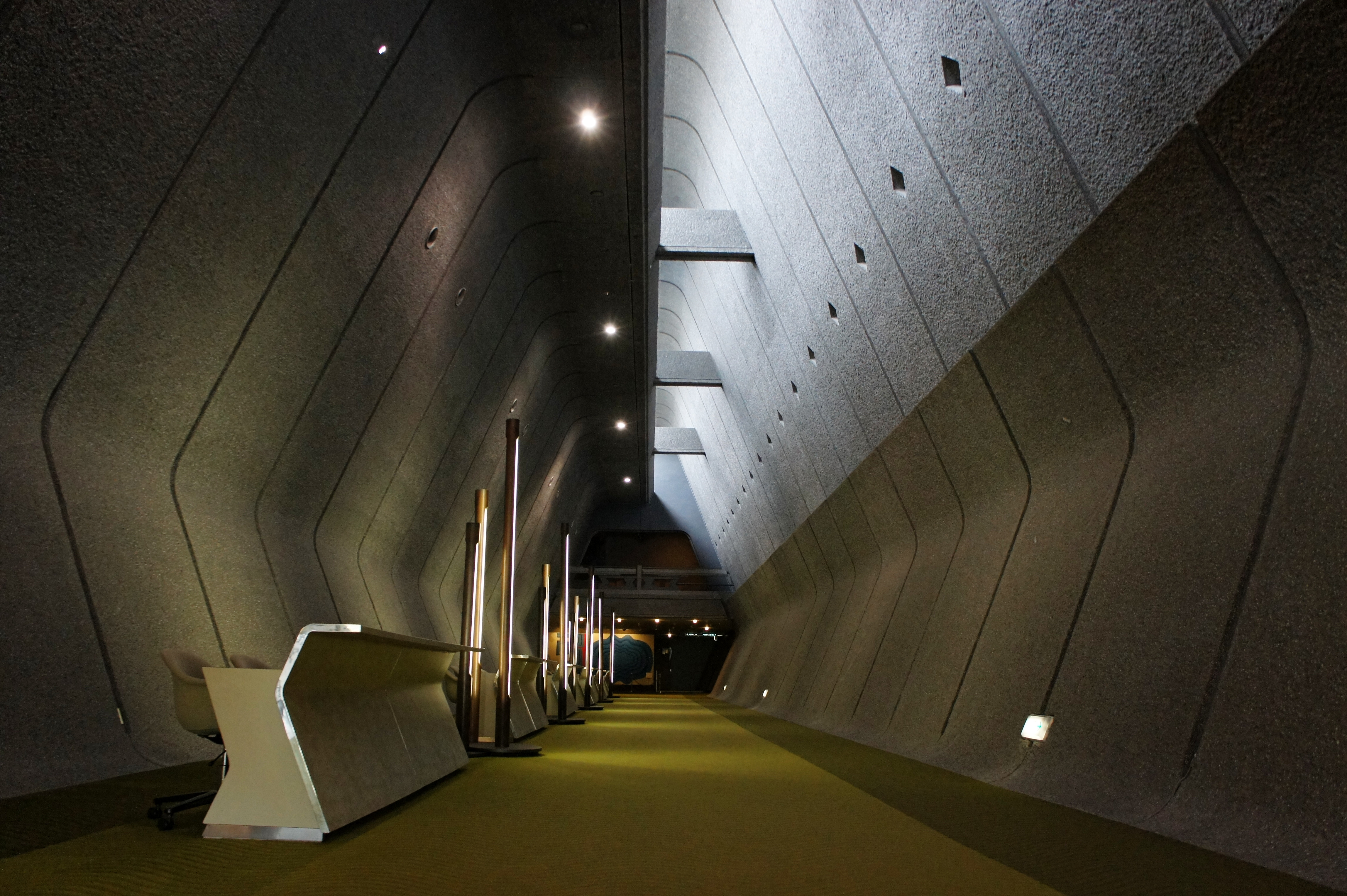
廊下

国が主催となって1963年（昭和38年）に開催された建築コンペ（建築設計競技）で、195点の応募作品から選考された。
- 設計：大谷幸夫、および、大谷研究室
- 用途：会議場、展示施設、宴会場、多目的施設
- 竣工：1966年、1985年、1998年
- 延床面積：45,764m2
- 所在地：京都市左京区岩倉大鷺町422番地

#### 会議場（本館）

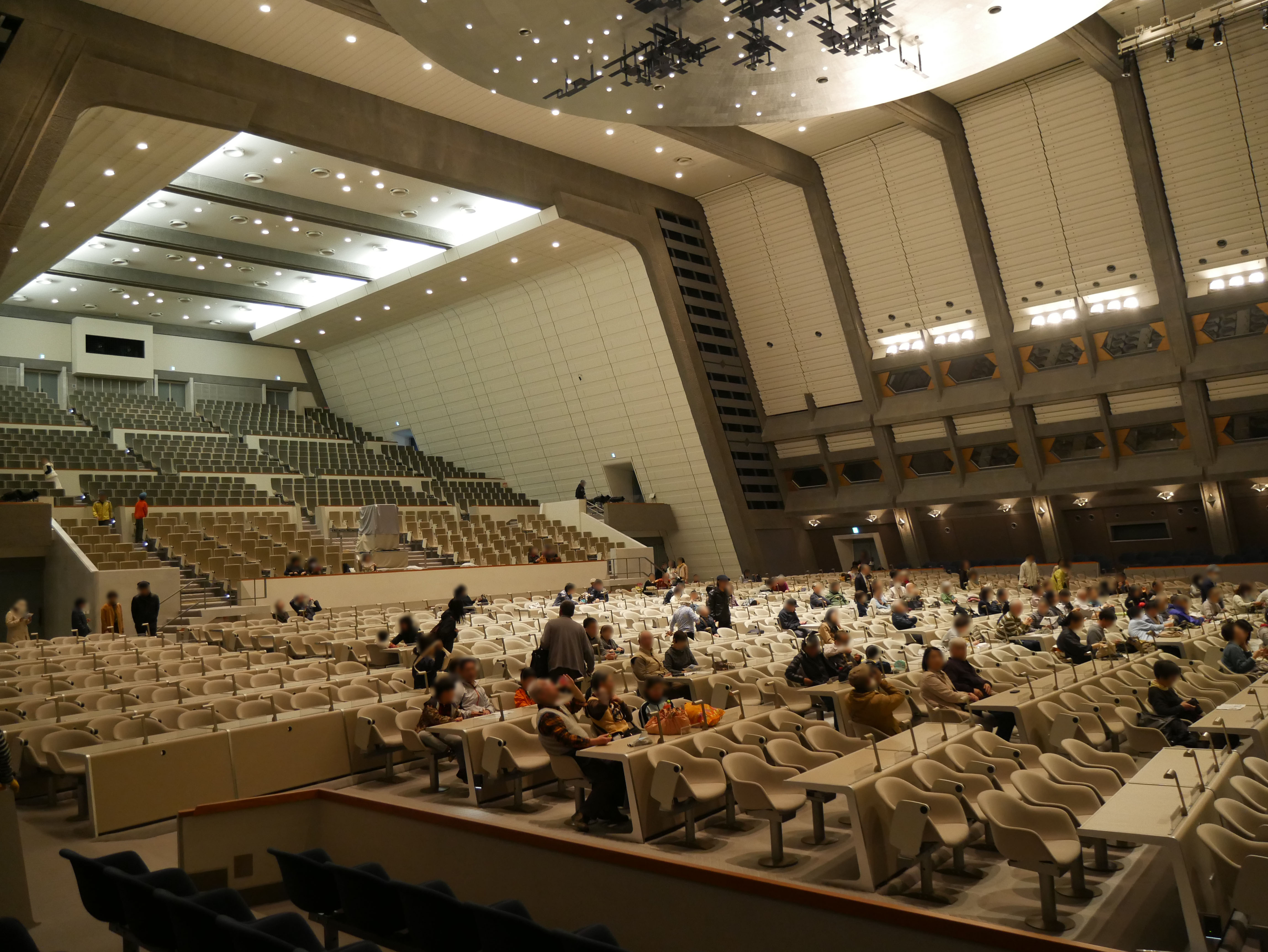
本館メインホール

設計上の特徴は、日本古来の合掌造り様式と現代的建築様式の融合。施設の一部（宴会場の一つ）は1973年（昭和48年）の増設。付属施設として池と木々からなる日本庭園があり、現代的建造物との対比を演出するとともに、隣接する宝が池への導線上に位置づけられている。
- 設計：大谷幸夫[1]
- 用途：会議場、展示施設、宴会場、多目的施設
- 開館：1966年（昭和41年）5月21日[2]
- 延床面積：34,547m²（うち、2,366m²は1973年の増設分）[2]

#### イベントホール
- 設計：大谷幸夫[1]
- 用途：会議場、展示施設、多目的施設
- 開館：1985年（昭和60年）4月2日[2]
- 延床面積：7,977m²[2]

#### アネックスホール

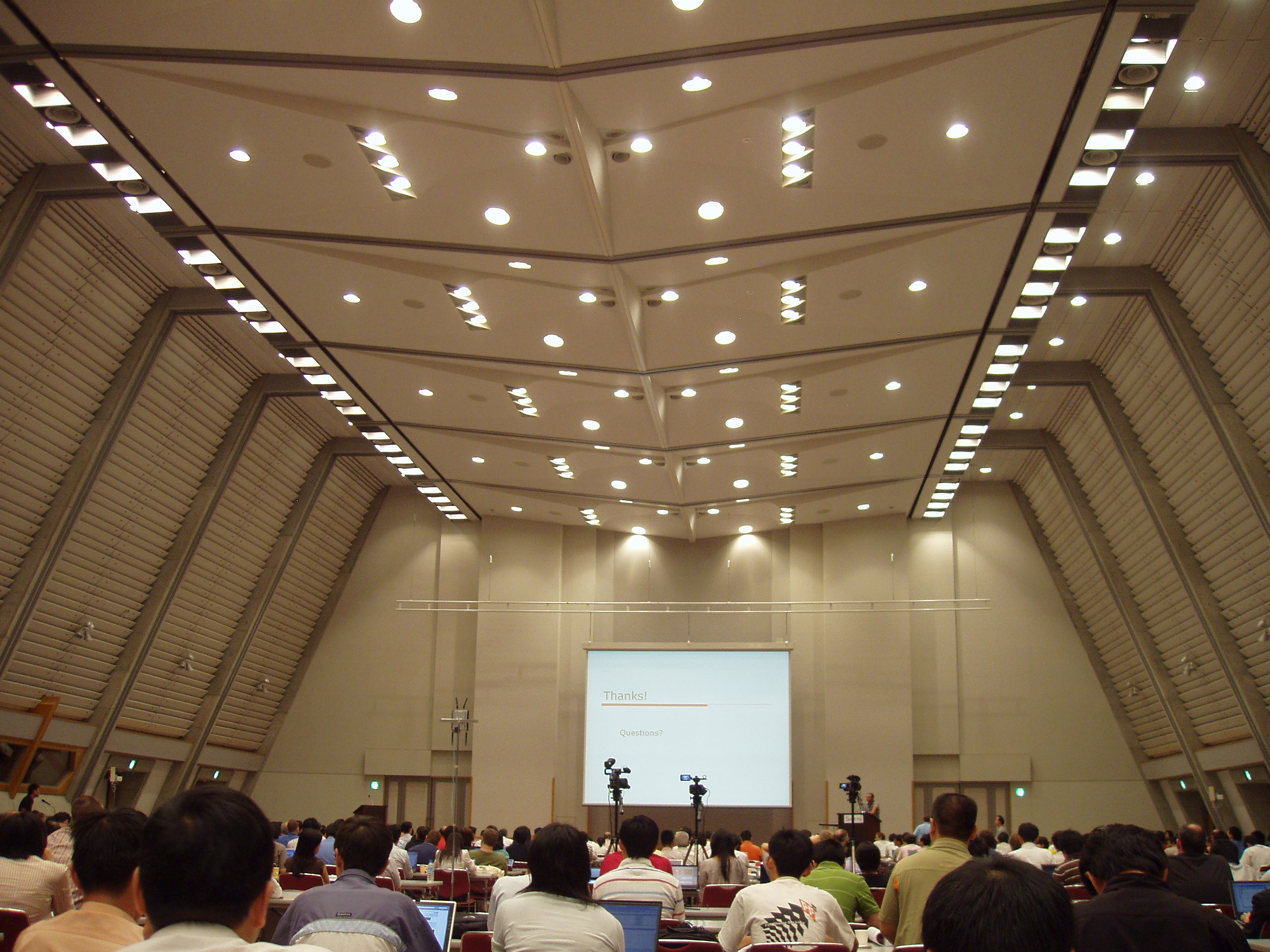
国立京都国際会館、アネックスホール内部

- 設計：大谷幸夫（大谷研究室）
- 用途：会議場、展示施設、多目的施設
- 開館：1998年（平成10年）4月1日[2]
- 延床面積：4,146m²[2]

#### ニューホール
- 設計：日建設計
- 用途：式典・表彰式、パーティー、イベント、展示・商談会など
- 開館：2018年10月1日
- 延床面積：4,500m2

#### 建築物の評価
本館のみであった1967年にBCS賞を受賞。1988年、展示棟で同じくBCS賞受賞。 1993年、BELCA賞受賞。1998年には、公共建築百選に選定される。1999年、「日本の近代建築20選」に選定され、同評価は2003年9月、「DOCOMOMO JAPAN選定 日本におけるモダン・ムーブメントの建築」に引き継がれた。また、「優良ホール100選」にも選定されている。

## 管理・運営
土地・建物は国が保有（国土交通省近畿地方整備局京都営繕事務所が所管）している。「国有の会議場施設の管理の委託等に関する特別措置法」（昭和40年法律第133号）に基づいて京都市に管理が委託され、さらに「財団法人国立京都国際会館」に再委託されている。
京都議定書を採択した「地球温暖化防止京都会議」（京都会議）や国連軍縮会議、国際電気通信連合全権委員会議、国際捕鯨委員会科学委員会及び総会、絶滅のおそれのある野生動植物の種の国際取引に関する条約（ワシントン条約）締約国会議、ユネスコ世界遺産委員会、アジア欧州会合 (ASEM) など、重要な国際会議が行われている。
毎年1月には日本青年会議所の京都会議、11月には稲盛財団主催による京都賞授賞式や記念講演会が開かれている。
また、毎年1月に開催される全国都道府県対抗女子駅伝、12月に開催される全国高等学校駅伝（男子）の折り返し地点としても知られている。

### 歴代館長
- 初代：高山義三
- 2代：後宮虎郎
- 3代：橘正忠
- 4代：中村順一
- 5代：天江喜七郎
- 6代：木下博夫
- 7代：内田俊一

### 歴代理事長
- 初代：松下幸之助（1966年-1983年）
- 2代：伊部恭之助（1983年-1996年）
- 3代：川勝堅二（1996年-2009年）
- 4代：稲盛和夫（2010年-2018年）
- 5代：明石康（2019年-現在）

## その他の特徴
1997年の京都市営地下鉄烏丸線の全線開業と同時に、至近に国際会館駅が設置され、新幹線駅や都心部からのアクセスが格段に向上している。また、施設に付属の駐車場は、各種会議などがある場合を除き、普通車1日1000円（2020年時点）で国際会館駅とのパークアンドライドに供することもできる。

## アクセス
- 鉄道

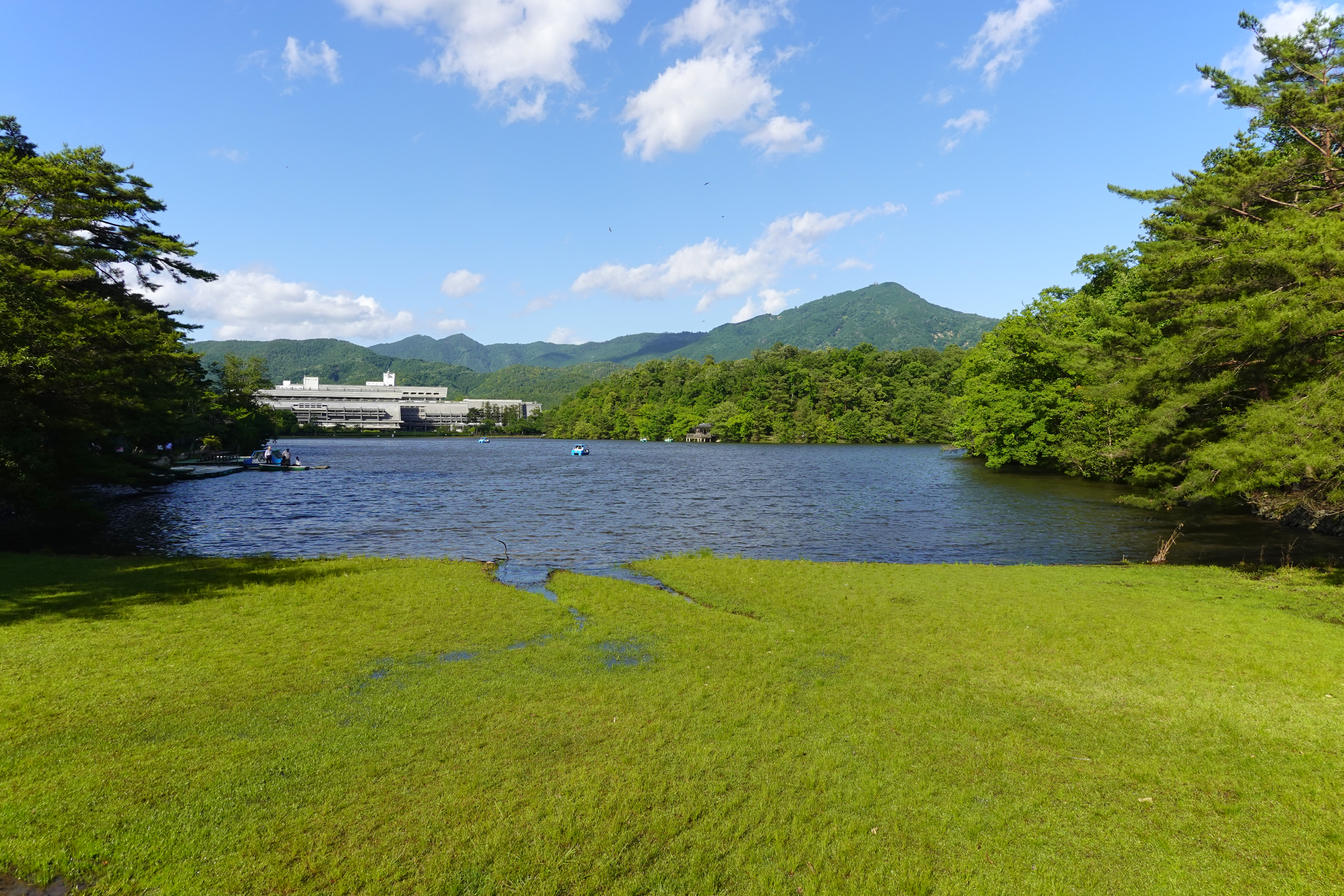
国立京都国際会館（左）と比叡山（右奥）を、宝が池より望む

  - 京都市営地下鉄烏丸線国際会館駅下車、徒歩5分。
- バス
  - 京都市営バスまたは京都バス「国際会館駅前」下車。

## 関連事項

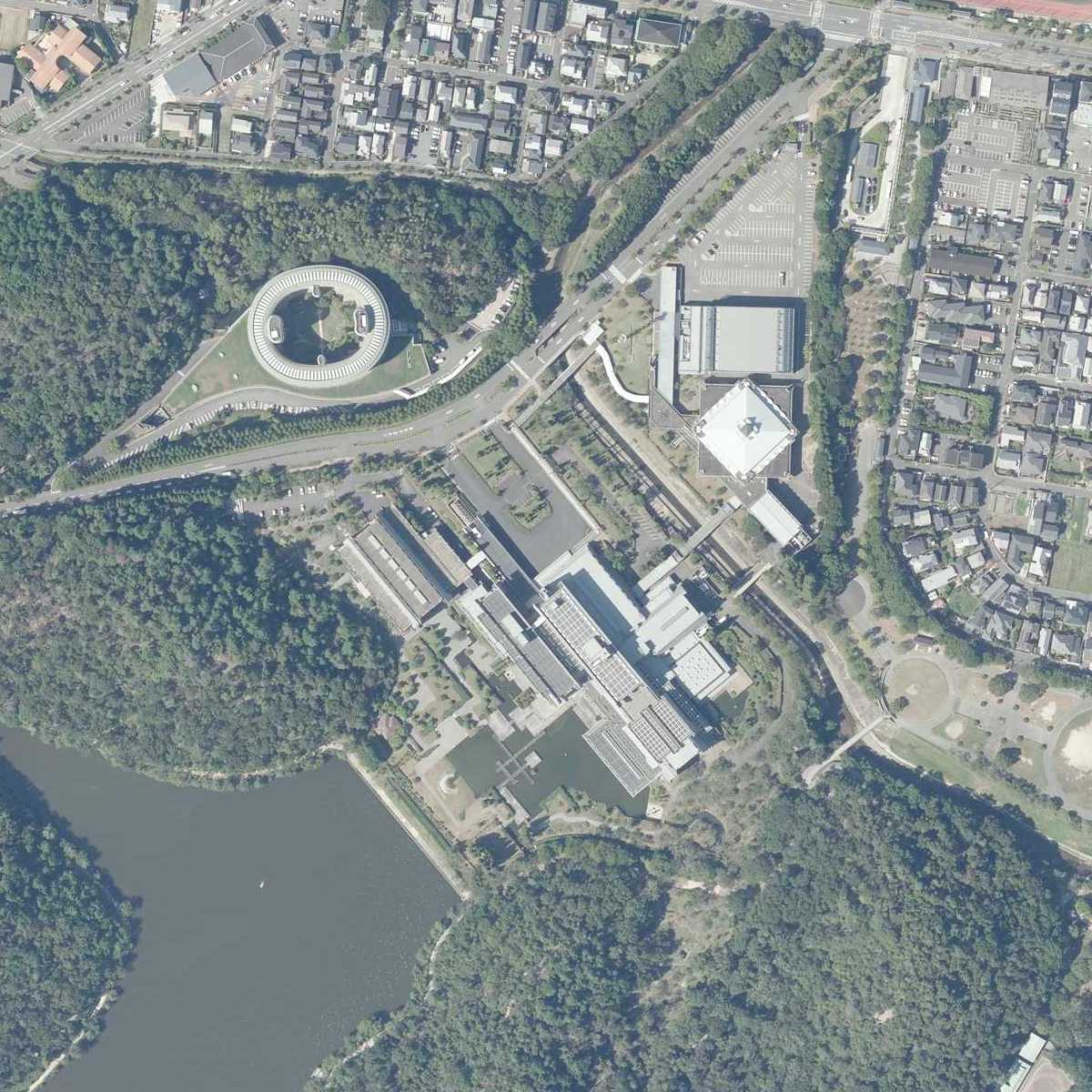
航空写真（2020年）

- 宝が池、および、宝が池公園 ：施設の南側に隣接し、比叡山とともに借景的景観をなしている。
- 岩倉川 ：高野川の一支流であり、本館とイベントホールの間を貫流する一級河川。
- ザ・プリンス 京都宝ヶ池（旧称：京都宝ヶ池プリンスホテル→グランドプリンスホテル京都）  ：施設に近接する。

## 主な登場作品

### テレビドラマ
- 『相棒』

season8の第10話（2時間スペシャル）「特命係、西へ！」に生体組織研究センターとして登場。建物周辺や宝が池でのロケ撮影が行われた。
- 『遺留捜査』

シーズン5最終話に京都コンベンションホテルとして登場。客室に届けられた小包が爆発するテロ事件が起きる。爆発の黒煙はCG合成で、破壊された屋内はセットでの撮影である。
- 『ウルトラセブン』

第14話・第15話（'cf.）「ウルトラ警備隊西へ（前後編）」にて、地球防衛軍の六甲山防衛センターの外観として登場。ただし撮影許可は降りておらず、実写映像は自動車の中からの盗み撮りであったという。ミニチュアモデルも制作された。
- 土曜ワイド劇場「京都化野殺人事件」

山口果林と中山仁の待ち合わせ場所のシーンで宝ヶ池がロケ地となっており、背景に会議場の建物が映っている。

### 日本映画
- 『宇宙からのメッセージ』

ミラゼリア方面軍司令部の外観として登場。本館前でのロケ撮影が行われ、エンドロールの協力にもクレジットされている。
- 『ブルークリスマス』

冒頭、京都国際科学者会議が行なわれている会議場の外観として登場。

### アメリカ映画
- 『ザ・ヤクザ』
- 『最後のサムライ ザ・チャレンジ』

吉田の弟が経営する会社として登場。最後の決闘シーンで、外観のみならず、内部での撮影も行われている。
- 『ロボコップ3』

日系企業カネミツの世界本部の外観として登場。

## 主な開催会議
- 1966年 - 第5回日米貿易経済合同委員会[4]
- 1968年-1970年 - 日本万国博覧会参加国政府代表会議
- 1970年 - 第4回国連犯罪防止刑事司法会議
- 1981年 - 国際林業研究機関連合（英語版）第17回世界大会
- 1987年 - 第1回世界歴史都市会議
- 1989年 - 第1回国連軍縮京都会議
- 1992年 - 第8回ワシントン条約締約国会議
- 1997年 - 地球温暖化防止京都会議（COP3）（京都議定書を採択）
- 1997年 - 第8回国際色彩学会（AIC）大会
- 2003年 - 第3回世界水フォーラム
- 2005年 - ASEM第7回外相会合
- 2007年 - 第40回アジア開発銀行年次総会
- 2010年 - 第17回APEC財務大臣会合
- 2011年 - 第15回ILOアジア太平洋地域会議
- 2019年 - 第25回国際博物館会議（ICOM）